# الرامة (عكا)
الرامة (بالعبريَّة: רָאמָה) هي بلدة عربية تقع في الجليل الأعلى شمالي مدينة عكا، وتقع إداريًا في المنطقة الشمالية لإسرائيل. وتبعد عنها نحو 25 كم، على سفح جبل حيدر، ويبلغ ارتفاعها عن سطح البحر في أعلى نقطة حوالي 600 مترا عن سطح البحر. تشتهر بلدة الرامة بأشجار الزيتون وبزيتها الصافي، حيث تنتشر حولها كروم الزيتون الذي يعود إلى أكثر من ألفي عام.

## تاريخ
يُعرف إدوارد روبنسون الرامه بأنها رامة عشير المذكورة في سفر يشوع، ومشيرًا إلى موقعها والتابوت القديم الذي اكتشف على تل خارج القرية كدليل.
تقع القرية في موقع قديم على قمة تل على حافة وادي بيت حكيم. إلى الشرق توجد بقايا من الحمامات الرومانيَّة، والتي يعود تاريخها إلى القرن الثاني وإلى القرن الرابع، ومعاصر الزيت من نفس الفترة. في جنوب وجنوب شرقي القرية تقع بقايا من المباني، بما في ذلك نقوش آرامية على عتبات، والتي تشير إلى وجود كنيس بين القرن الثالث إلى الرابع. وإلى الشمال الشرقي من الحمامات الرومانيَّة توجد بقايا كنيسة كبيرة. تم التنقيب عن هذه الآثار في عام 1972، وتم العثور على قواعد عمود إلى جانب فسيفساء متعددة الألوان تمثل الحيوانات والنباتات. كما عُثِر على العديد من بقايا الأواني الفخارية التي تعود إلى العصر الروماني المتأخر (القرن الرابع - الخامس الميلادي)، مع بقايا من المباني تعود إلى العصر البيزنطي.

### العصر العثماني
في عام 1517 انضمت الرامّة مع بقية فلسطين مدمجة في الدولة العثمانية بعد أن تم الاستيلاء عليها من قبل المماليك، وبحلول عام 1596 كانت القرية تحت إدارة ناحية عكا، والتي كانت جزء من سنجق صفد، وبلغ عدد سكانها 96 أسرة، وكان جميعهم من المسلمين. ودفع سكان القرية الضرائب على غزل الحرير، والماعز، وخلايا النحل، والمعاصر التي استخدمت لتحويل الزيتون أو العنب، بالإضافة إلى دفع مبلغ ثابت ما مجموعه 2,1986 آقجة. ذهب نصف العائدات إلى الوقف.
أظهرت خريطة خلال فترة غزو نابليون عام 1799 من قبل بيير جاكوتين، المكان المسمى بـ «رامه»،  بينما في عام 1838، أُشير إلى أن الرامه هي قرية مسيحية ودرزية مشتركة في منطقة الشاغور والواقعة بين صفد وعكا وطبرية. في عام 1838 زار القرية اللاهوتي ادوار روبنسون ووصف القرية بأنها «قرية كبيرة، يظهر عليها الثراء والعمران، وسكانها مسيحيون ودروز، والمسيحيون أرثوذكس وكاثوليك، ويقدرون بثلثي السكان تقريباً».
زار فيكتور جويرين القرية في عام 1875، ووجد أن عدد سكانها 800 نسمة، نصفهم من المسيحيين والنصف الآخر من الدروز. وقال أنّ فيها كنيسة أرثوذكسية مكرسة للقديس جوارجيوس، وأنهم رمموها حديثاً.
في عام 1881 وصف صندوق استكشاف فلسطين بأنها «قرية مبنية من الحجر وفي حالة جيدة، وتحتوي على كنيسة يونانية أرثوذكسية ونحو 600 مسيحي وحوالي 500 دروز؛ وتقع في السهول، وتضم بساتين وحدائق وكروم العنب؛ وفيها خمسة ينابيع معمرة بالقرب من القرية، وعدة صهاريج». في 23 فبراير من عام 1883 فتحت في القرية الجمعية الإمبراطورية الأرثوذكسية الفلسطينية مدرسة، ووصل عدد طلابها إلى حوالي 150 طالباً في عام 1918. وقد لعبت المدرسة دوراً بارزاً في رفع مستوى النساء التعليمي في المنطقة.
أظهرت قائمة السكان من حوالي عام 1887 إلى أنّ تعداد سكان قرية الرامة وصل إلى حوالي 1,115 نسمة؛ كان منهم حوالي 425 دُرزي، وحوالي 125 مسيحي من الروم الكاثوليك وحوالي 575 مُسلم. في عام 1923 زار كاهن يسوعي القرية ووصفها بأنها «مبينة جنوباً على تلّة جبل، فيها كنيسة للاتين وللروم الكاثوليك وللروم الأرثوذكس، أغلب سكانها مسيحيون ومنهم 1,110 روم كاثوليك ومن وجهائهم جميل نخلة، وحوالي 350 من الروم الأرثوذكس ومن وجهائهم حنا اليعقوب، و80 من اللاتين وحوالي 160 درزياً على التقريب».

### الانتداب البريطاني

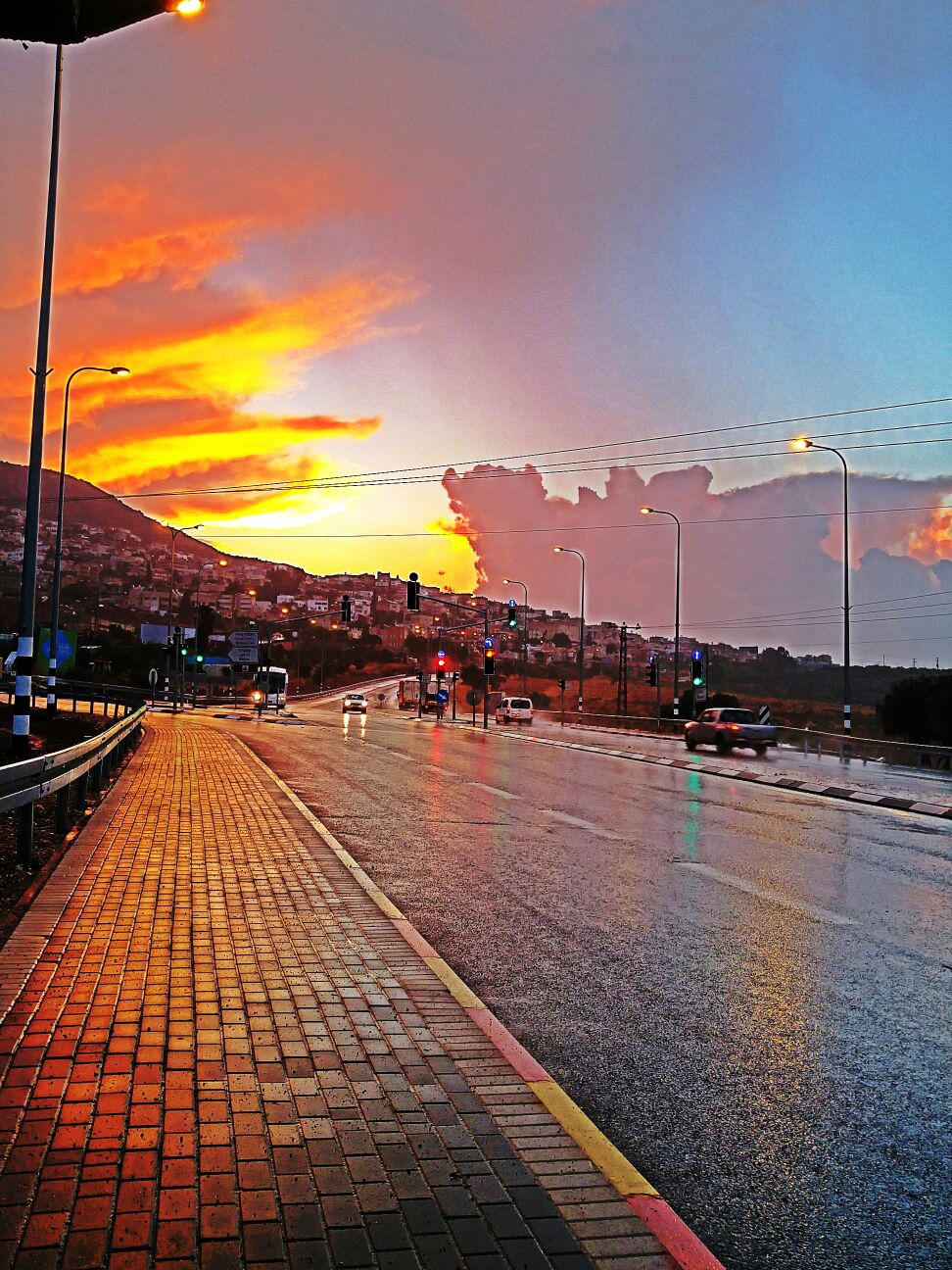
جانب من قرية الرامة.

خلال فترة سيطرة الدولة العثمانية كانت واحدة من أكبر القرى في منطقة الجليل. في عام 1923 أصبحت الرامة أول قرية في فلسطين تحصل على وضع الحكم الذاتي الممنوح من قبل الإنتداب البريطاني وكان لديها أكبر بساتين الزيتون في المنطقة. وتم منح إذن للحكم الذاتي من خلال مجلس القرية، وكانت بذلك من أوائل القرى الفلسطينية التي حظيت بإدارة متطورة كهذه خلال حقبة الانتداب البريطاني.
في تعداد فلسطين لعام 1922 الذي أجرته سلطات الإنتداب البريطاني، بلغ عدد سكان الرامة حوالي 847 نسمة؛ كان منهم حوالي 28 مُسلمًا، وحوالي 624 مسيحيًا، وحوالي 195 درزيًا. وكان توزيع المسيحيين كالتالي: حوالي 474 من الأرثوذكس، وحوالي 47 لاتيني كاثوليكي، وحوالي 102 روم كاثوليكي، وماروني واحد. شهد تعداد سكان القرية إزدياداً في إحصاء فلسطين عام 1931، وضمت قرية الرامة حوالي 254 منزلاً، وبلغ إجمالي عدد سكانها 1,142 نسمة، ومن بينهم كان هناك 70 مسلمًا وحوالي 746 مسيحيًا وحوالي 326 درزيًا.
في إحصاءات عام 1945 كان عدد سكان الرامة 1,690 نسمة؛ وكان منهم حوالي 90 مسلمًا وحوالي 1,160 مسيحيًا وحوالي 440 تم تصنيفهم «كآخرون» أي الموحدون الدروز، وضمت القرية على حوالي 24.516 دونم من الأرض، وفقًا لمسح رسمي للأراضي والسكان. من هذا، كان هناك 8,310 دونماً من المزارع والأراضي القابلة للري، وحوالي 3,078 دونم كانت تُستخدم للحبوب، في حين كانت 56 دونماً من الأراضي المبنية.

### دولة إسرائيل
تم الاستيلاء على الرامة من قبل قوات الهاغاناه في عام 1948، لتصبح جزءًا من دولة إسرائيل، ولم تتعرض قرية الرامة الجليليّة ذات الأغلبية المسيحيّة للتهجير بسبب ضمها على عدد كبير من السكان الدروز. وحققت لاحقًا مكانة المجلس المحلي في عام 1954. بعد قيام دولة إسرائيل، شكّلت الرامة المركز الثقافي والعلمي والأكاديمي لعرب 48، جنبًا إلى جنب مع كفرياسيف والناصرة وحيفا.

## السكان

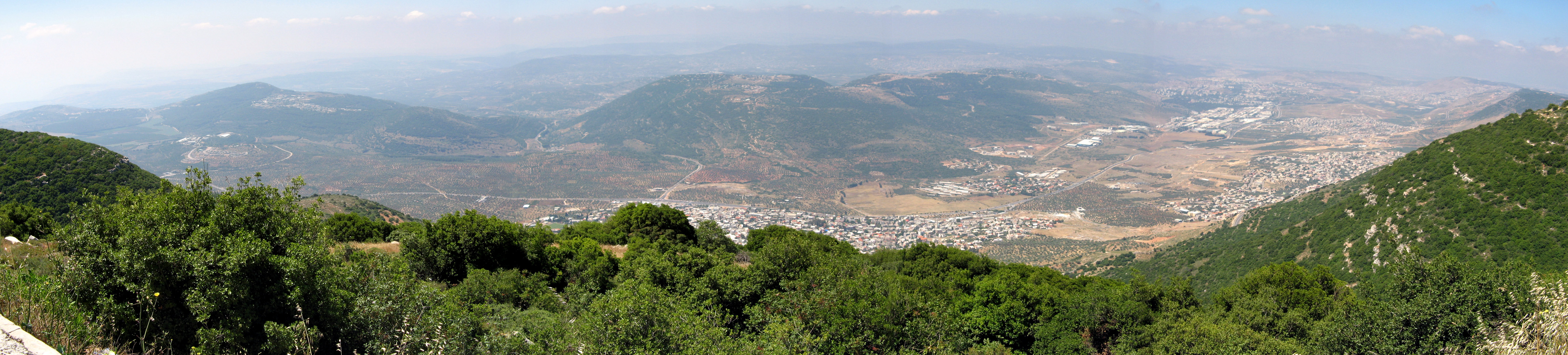
مطل لبلدة الرامة.

قدر عدد سكانها عام 1922 (1,490) نسمة، وعام 1945 (2,800) نسمة، وعام 1967 (3,000) نسمة، وعام 1987 (4,930) نسمة، وفي عام 1997 بلغ تعداد السكان (6,703) نسمة. حوالي 53% من سكان بلدة من المسيحيين، وحوالي 31% من الدروز وحوالي 16% من المسلمين. يعيش معظم المسيحيين في المنطقة الجنوبية، بينما يتركز الدروز في المنطقة الشمالية، وهي المنطقة العليا أيضًا. يعيش المسلمون بشكل أساسي في المناطق الغربية، على أرض خصصت لهم من قبل هيئة الأراضي الإسرائيلية، في السبعينيات من القرن العشرين.
يتبع المسيحيين في البلدة إلى الكنيسة الأرثوذكسية الشرقية وكنيسة الروم الملكيين الكاثوليك وكنيسة اللاتين. والعائلات الأرثوذكسية في البلدة هي: أبو شرقي، وإرشيد، وإسطفان، وأندراوس، وباسيلا، وبهو، وبواردي، وجبران، وجريس، وحدّاد، وحنا، وخوري، وداود، ودُرزي، ودوحا، وسلامة، وسليمان، وسمعان، وضو، وعوض، وغطّاس، وغنادري، وغندور، وقسيس، ومنصور، ومويس، ونجم، ونصرة، ونصّور، وواكيم، ويوسف. ومن الحمائل والعائلات الكاثوليكية في الرامة: إبراهيم، وأبو زغروت، وحداد، وخلف، وخوري، وشباط، وشحوك، وشيبان، وضو، وطعمة، وفرهود، ومريني، وسبيت، ومخيمر، ومرعب، ومشرقي، ومنصور، ونخلة، ونصرة ونقولا.
يعيش في بلدة الرّأمة عدد من المواطنين الدّروز، لكنّهم أقلّيّة من ناحية عدد السّكّان، ومن العائلات الدرزية في الرامة: آل أبو لطيف، وأبو يمن، وفرهود، وفارس، وعثمان وغيرها.
يعود أصول معظم المسلمين في البلدة إلى العائلات المسلمة المهجرة من قرية كفر عنان والفراضية التي دُمرت خلال حرب 1948. مع مرور الوقت، ازدادت نسبة المسلمين في الرامة، جزئياً نتيجة هجرة البدو القادمين من جبل كمون. لأن المسلمين قدموا من خارج البلدة، ليس للمسلمين أراضي خاصة بهم في البلدة.
في عام 2017 نما عدد السكان بمعدل نمو سنوي بلغ 1.5%. وكانت في المرتبة الرابعة من أصل عشرة في المؤشر الاجتماعي-الاقتصادي في عام 2015. وفي عام 2021، بلغ عدد السكان 7,789 نسمة، 3,916 ذكر و3,874 أنثى. 99.8% من السكان هم عرب، ومن بينهم 18.7% مسلمون، 49.8% مسيحيون، و32.5% دروز.
وبلغت نسبة المؤهلين للحصول على شهادة الثانوية العامة أو البجروت بين طلاب الصف الثاني عشر بين عام 2016 وعام 2017 حوالي 77.9%. إلا ان هذه النسبة تراجعت إلى 73.4% ما بين عامي 2020 و2021. وكان متوسط الراتب الشهري للسكان في نهاية عام 2016 هو 6,919 شيكل جديد بالمقارنة مع المتوسط الوطني حوالي 8,913 شيكل جديد. وبحسب إحصائيات العام 2021، كان الراتب المتوسط للذكور في الشهر يصل إلى 9,527 شاقل بينما الإناث 6,192 شاقل. 